# 宮城県道210号鹿折唐桑停車場線
宮城県道210号鹿折唐桑停車場線（みやぎけんどう210ごう ししおりからくわていしゃじょうせん）は、宮城県気仙沼市のJR大船渡線 鹿折唐桑駅と宮城県道34号気仙沼陸前高田線とを結ぶ、かつて存在した一般県道である。2017年3月28日宮城県告示第300号により廃止された(その告示が掲載されている宮城県公報)。

## 路線概要
- 実延長：68.5 m
- 起点：鹿折唐桑駅
- 終点：宮城県気仙沼市鹿折

## 通過する自治体
- 宮城県
  - 気仙沼市

## 接続する道路
- 宮城県道・岩手県道34号気仙沼陸前高田線